# دروة (المنيا)
قرية دروة هي إحدي القرى التابعة لمركز ملوى بمحافظة المنيا في جمهورية مصر العربية. حسب إحصاءات سنة 2006، بلغ إجمالي السكان في دروة 20032 نسمة، منهم 10240 رجل و9792 امرأة.